# يوليوس رونتجن
يوليوس إنجلبرت رونتجن ولد يوم 9 ماي 1855 في مدينة لايبزيغ و توفي يوم 13 سبتمبر 1932 في أترخت هو عازف بيانو وملحن ألماني ذاو اصول هولندية. في ربيع عام 1874 التقى برامز لأول مرة وخلال جولة في جنوب ألمانيا الذي أصبح صديقًا للباريتون جول ستوكهاوزن.
بدا يوليوس روتيجن في تأليف سمفونيته الثانية سنة 1875. في الربيع، عرض المسودات على فرانز لاشنر وقام بمراجعة الحركة البطيئة.و في يوم 4 جانفي 1877 أجرى تدريبات مع أوركسترا جيواندهاوس، لكن العمل لم يُعرض على الجمهور